# Firmino Paulo
Firmino Soares Paulo (Teresina, 15 de março de 1979) é um advogado, delegado e político brasileiro, atualmente deputado estadual pelo Piauí reeleito para o segundo mandato em outubro de 2018.
Filho de Sabino Paulo Alves Neto e Losane Soares Paulo. Casado com Giovana Paulo, tem dois filhos. É formado em Direito pela Universidade Católica de Pernambuco (Unicap), e especialista em Direito Público. Filiado ao Partido da Social Democracia Brasileira (PSDB) disputou pela primeira vez ao cargo de Deputado Estadual pelo Piauí em 2014, sagrando-se eleito com 26 mil 623 votos. Atualmente está filiado ao Progressistas.
Por quatro anos trabalhou na consultoria do Tribunal de Contas do Estado do Piauí (TCE-PI), cargo que desempenhou assessorando diretamente o presidente daquele tribunal.
Servidor público do estado de Pernambuco foi Delegado Adjunto da Delegacia de Crimes Contra a Ordem Tributária (DECCOT) daquele estado durante 2008, e no ano seguinte assume a chefia do Núcleo de Inteligência do mesmo órgão. Atualmente, está licenciado do cargo.
Na Alepi, escolheu as bandeiras da Saúde e Segurança Públicas para marcar sua atuação e já inicia o mandato apresentando Projeto de Lei inovador no Piauí que bonifica pecuniariamente policiais Civis e Militares que apreenderem armas de fogo durante operações.
Seu pai foi deputado estadual e presidente do Tribunal de Contas do Estado do Piauí (TCE-PI).